# 足立衛
足立 衛（あだち まもる、1945年2月1日 - ）は日本のジャズ演奏家（アルトサックス・クラリネットプレーヤー）である。

## 略歴
兵庫県篠山市出身。1959年、当時14歳だった足立は、西宮市立今津中学校の吹奏楽部で、得津武史の下で修業（得津門下の第1期生）したのち、大阪フィルハーモニー交響楽団のクラリネットプレーヤーである川崎良一の門をたたく。
1960年、NHK大阪放送局管弦楽団の見習い団員として入団、並行して朝比奈隆指揮の朝日ジュニアオーケストラにも所属したのち、ジャズ演奏家として再出発し、1971年、北野タダオとアロージャズオーケストラという関西の老舗ビッグバンド、さらにはファインメイツオーケストラなどでジャズプレーヤーとして活躍した。
2005年、大阪府池田市の公設コンサートホール「池田市民文化会館・アゼリアホール」専属のビッグバンドオーケストラ「アゼリアジャズオーケストラ」を主宰。同ホールを中心とした定期演奏会や、NPO・関西ジャズ協会理事として、関西にジャズ文化を根付かせるための様々な取り組みをしている。